# Hoàng Thị Đôi
Hoàng Thị Đôi (sinh ngày 4 tháng 6 năm 1977, người Lào) là nữ Đại biểu Quốc hội nước Cộng hòa xã hội chủ nghĩa Việt Nam. Bà hiện là Tỉnh ủy viên, Phó Trưởng Đoàn Đại biểu Quốc hội chuyên trách tỉnh Sơn La, Đại biểu Quốc hội khóa XV từ Sơn La. Bà từng là Bí thư Đảng đoàn, Chủ tịch Hội Liên hiệp Phụ nữ tỉnh Sơn La.
Hoàng Thị Đôi là đảng viên Đảng Cộng sản Việt Nam, học vị Cử nhân Sư phạm Văn, Thạc sĩ Quản lý kinh tế, Cao cấp lý luận chính trị. Bà có sự nghiệp đều công tác ở quê nhà Sơn La.

## Xuất thân và giáo dục
Hoàng Thị Đôi sinh ngày 4 tháng 6 năm 1977 tại thị trấn Sông Mã, huyện Sông Mã, tỉnh Sơn La, quê quán ở xã Mường Lạn, huyện Sốp Cộp. Bà là người dân tộc Lào, lớn lên và tốt nghiệp phổ thông ở Sông Mã, thi đỗ và theo học Trường Đại học Sư phạm Hà Nội năm 1995, tốt nghiệp Cử nhân Sư phạm Ngữ văn năm 1999, tiếp tục học cao học và nhận bằng Thạc sĩ Quản lý kinh tế. Bà được kết nạp Đảng Cộng sản Việt Nam vào ngày 31 tháng 12 năm 2004, trở thành đảng viên chính thức sau đó 1 năm, từng theo học các khóa chính trị ở Học viện Chính trị Quốc gia Hồ Chí Minh và tốt nghiệp Cao cấp lý luận chính trị. Hiện bà thường trú ở phường Quyết Thắng, thành phố Sơn La.

## Sự nghiệp
Tháng 10 năm 1999, sau khi tốt nghiệp đại học, Hoàng Thị Đôi trở về Sơn La, được tuyển dụng viên chức vào làm giáo viên của Trung tâm Giáo dục Thường xuyên huyện Sông Mã, tỉnh Sơn La. Tháng 10 năm 2002, bà được điều lên Phòng Giáo dục và Đào tạo huyện Sông Mã làm cán bộ chuyên môn, rồi được thăng chức Phó Trưởng phòng. Sang tháng 12 năm 2005, bà được bầu làm Ủy viên Ban Chấp hành Đảng bộ huyện, Ủy viên Thường trực Hội đồng nhân dân huyện Sông Mã, cho đến tháng 9 năm 2008 thì được bầu bổ sung vào Ban Thường vụ Huyện ủy, phân công làm Trưởng Ban Tuyên giáo Huyện ủy Sông Mã. Bà giữ vị trí này hơn 1 nhiệm kỳ, đến tháng 10 năm 2014 thì nhậm chức Phó Bí thư thường trực Huyện ủy, Chủ tịch Hội đồng nhân dân huyện Sông Mã. Đến tháng 8 năm 2018, bà được điều lên Tỉnh ủy Sơn La, nhậm chức Phó Trưởng ban thường trực Ban Tổ chức Tỉnh ủy, đồng thời là Bí thư Chi bộ Ban Tổ chức Tỉnh ủy.
Tháng 9 năm 2020, tại Đại hội Đảng bộ tỉnh Sơn La lần thứ XV, nhiệm kỳ 2020–2025, Hoàng Thị Đôi được bầu làm Ủy viên Ban Chấp hành Đảng bộ tỉnh, sau đó là Bí thư Đảng đoàn, Chủ tịch Hội Liên hiệp Phụ nữ tỉnh Sơn La. Sang năm 2021, bà được Ủy ban Mặt trận Tổ quốc Việt Nam tỉnh giới thiệu tham gia ứng cử đại biểu Quốc hội từ Sơn La, thuộc đơn vị bầu cử số 1 gồm thành phố Sơn La, huyện Thuận Châu, Mai Sơn, Yên Châu, rồi trúng cử Đại biểu Quốc hội khóa XV với tỷ lệ 85,60%. Ngày 21 tháng 7 năm 2021, bà được phê chuẩn làm Phó Trưởng Đoàn Đại biểu Quốc hội chuyên trách tỉnh Sơn La.